# Škola Talmud-Tora
Škola Talmud-Tora (německy Talmud-Thora Schule) byla židovská náboženská škola v Jáchymově ulici č. 3 na pražském Josefově, která fungovala mezi lety 1905 a 1942.

## Historie

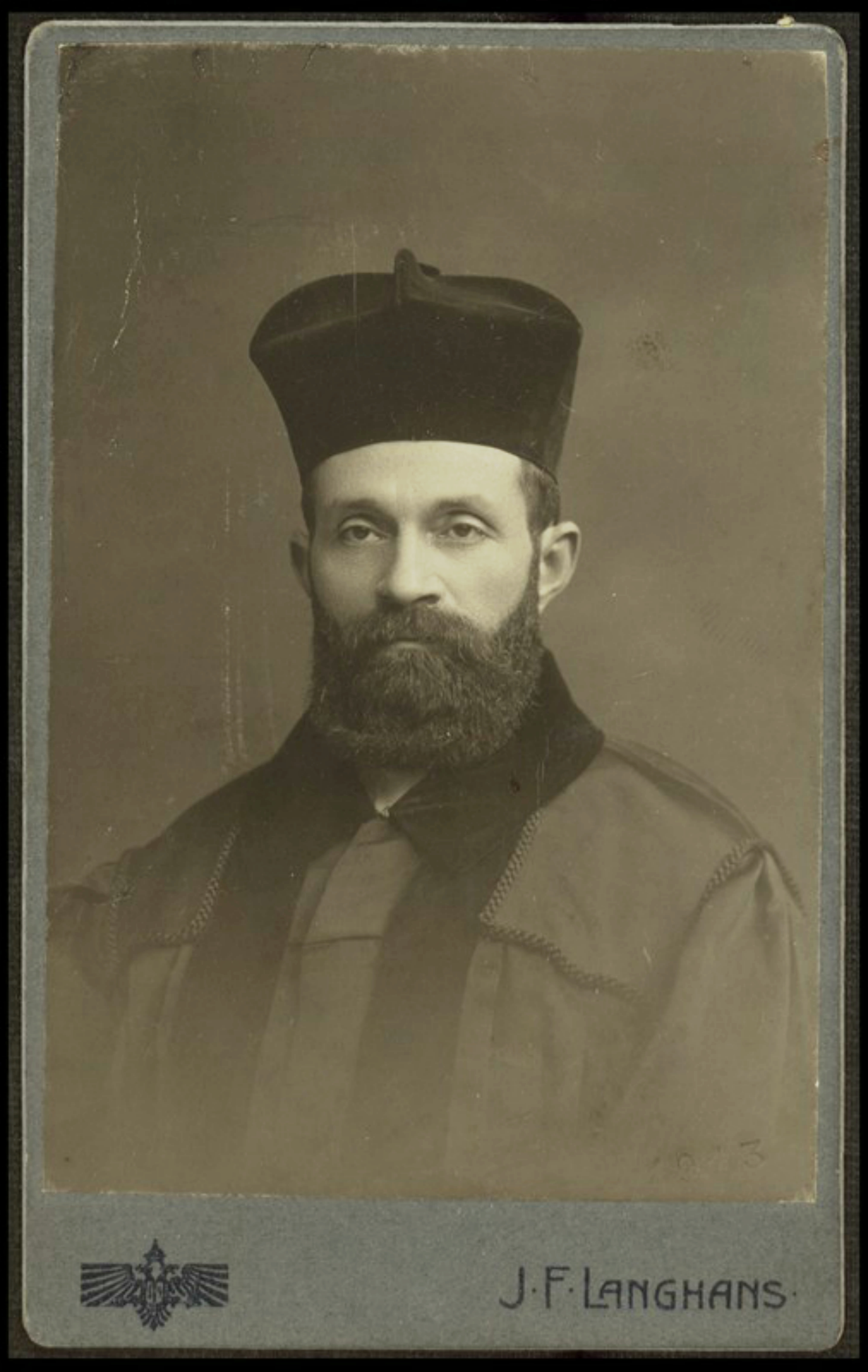
Rabín Jindřich (Heinrich - Chajim) Brody, fotografie od Langhanse z roku 1913

Školu provozovala Pražská židovská obec. Jejím ředitelem byl přímo vrchní pražský rabín, který se zodpovídal vedení pražské židovské obce. Ředitelem školy byl od roku 1905 vrchní pražský rabín Jindřich Brody, který v budově školy i bydlel. Po roce 1925 jej v této funkci nahradil rabín Šimon Adler. Mezi absolventy této školy patřili například hebraista Otto Muneles či novinář a spisovatel František R. Kraus. Ten také svoje vzpomínky na školu zachytil v jedné ze svých knih:
| „ | Chodili spolu do náboženské školy 'Talmud-Thora', dvakrát týdně, od čtyř do šesti, a v neděli dopoledne. Jak hlučná byla jejich třída! A co teprve po vyučování, to ožila celá Jáchymova ulička. Dováděly tu hordy kluků, křičelo se, dupalo, běhalo, pralo se to jedna radost. A taky se 'taušovalo', na ulici se vyměňovaly známky, obrázky, reklamy, zrcátka, kuličky za míčky, tužky za gumu, křišťály za omalovánky. (...) Jáchymovkou prostě vířilo mládí. Uprostřed ulice se také odehrávaly urputné fotbalové boje. Hrálo se tu až pět zápasů najednou, hřiště vedle hřiště. 'Gólštangle' byly znázorněny čepicemi a kabáty, pohozenými na holou dlažbu. A všude fungoval rozhodčí s trylkující píšťalkou v puse. Zvládal všechna hřiště najednou - Egon Ervín Kisch. | “ |

V současnosti je tzv. Jáchymka využívána jako sídlo např. Terezínské iniciativy, spolku KKL či chráněné dílny Becalel při pražské židovské obci. V suterénu se pak nachází stálá výstava o historii objektu.